# Classique de Wuxi de snooker 2014
Le Classique de Wuxi de snooker 2014 est un tournoi de snooker comptant pour le classement de la saison 2014-15. Il s'est déroulé du 23 au 29 juin 2014 au Wuxi City Sports Park Stadium de la ville chinoise de Wuxi.
Le vainqueur de cette édition est l'Australien Neil Robertson qui s'impose en finale contre l'Anglais Joe Perry 10 manches à 9. Le meilleur break a été réalisé par Stephen Maguire avec un score de 145 points.

## Dotation et points
| Vainqueur                     | 85 000 £  |
| Finaliste                     | 35 000 £  |
| Demi-finalistes               | 21 000 £  |
| Quart de finalistes           | 12 500 £  |
| 8e de finalistes              | 8 000 £   |
| Dans les 32 derniers joueurs  | 6 500 £   |
| Dans les 64 derniers joueurs  | 3 000 £   |
| Dans les 128 derniers joueurs | –         |
| Maximum Break (Tableau final) | 2 000 £   |
| Total                         | 478 000 £ |

## Matchs d'invitation
Les matchs se sont joués à Wuxi le 23 juin 2014,,.
| Match | Joueur 1        | Score | Joueur 2     |
| ----- | --------------- | ----- | ------------ |
| WC1   | Andrew Norman   | 3–5   | Zhao Xintong |
| WC2   | Yu Delu         | 4–5   | Yan Bingtao  |
| WC3   | Scott Donaldson | 3–5   | Chen Zifan   |
| WC4   | Robbie Williams | 5–1   | Niu Zhuang   |

## Centuries

### Qualifications
Ci-après la liste des centuries en qualifications:
| - 137 Neil Robertson - 136, 131 Michael Holt - 136 Chris Wakelin - 130 David Grace - 125, 105 Judd Trump - 120 David Morris - 117 Barry Pinches - 116 Yu Delu | - 115 Alexander Ursenbacher - 111 Matthew Selt - 106 Joel Walker - 104 Kurt Maflin - 103 Michael White - 102 Dave Harold - 101 Anthony McGill - 101 Stuart Bingham |

### Télévisés
Ci-après la liste des centuries télévisés:
| - 145, 118, 102 Stephen Maguire - 139, 134, 101 Robin Hull - 138 Barry Hawkins - 137 Joe Perry - 135 Ken Doherty - 130, 128, 105 Neil Robertson - 128, 111, 105, 100 Marco Fu | - 128, 105, 101, 100 Liang Wenbo - 123, 119 Mark Selby - 122 Martin Gould - 122 John Higgins - 116 Judd Trump - 114 Michael Holt - 104 Rory McLeod |